# Josep M. Armengol
Josep María Armengol Carrera  (Barcelona, 4 de julio de 1977) es un filólogo e investigador español en el campo de los estudios de género y masculinidades.

## Trayectoria
Licenciado y Doctor en Filología Inglesa por la Universidad de Barcelona (2006), con la primera tesis doctoral en España sobre representaciones culturales y literarias de masculinidad, se trasladó en 2007 al Center for the Study of Men and Masculinities en Universidad de Stony Brook, EE. UU., donde desarrolló su investigación postdoctoral junto con el Dr. Michael Kimmel.  
Posteriormente, se trasladó a la Universidad de Castilla-La Mancha, donde es catedrático de Universidad de estudios de género y literatura estadounidense.
Como parte de su trabajo sobre representaciones literarias de las masculinidades afroamericanas, argumentó la centralidad de la raza en la novela ‘La habitación de Giovanni,’ de James Baldwin, que se había estudiado tradicionalmente como libro sobre la homosexualidad en vez de un libro de la etnicidad.  
Además de haber sido becario posdoctoral del programa Fulbright-SAAS en EE. UU. (2016), desde 2018 es el Investigador Principal del proyecto MASCAGE, centrado en representaciones de masculinidad y envejecimiento en la literatura y cine europeos contemporáneos, y financiado por el programa Gendernet Plus Era-Net Co-fund de la Unión Europea. 
Armengol es editor de la revista estadounidense Men and Masculinities así como de la colección “Masculinity Studies” de la editorial Peter Lang. También es citado como uno de los expertos fundamentales en el estudio de las masculinidades “hegemónicas” y “alternativas”, sus investigaciones han sido publicadas en revistas internacionales como Signs, Journal of Gender Studies, Men and Masculinities y MELUS, entre otras. Desde 2020, es miembro de la Global Young Academy y en 2022 ha sido galardonado con el Premio a la Investigación e Innovación en la categoría de Artes y Humanidades del Gobierno de Castilla-La Mancha. En mayo de 2022 ha publicado el libro Reescrituras de la masculinidad (Alianza Editorial).

## Obras
Además de editar volúmenes como La masculinidad a debate (2008), Masculinidades alternativas en el mundo de hoy (2014) , Masculinities and Literary Studies (2017) y Aging Masculinities in Contemporary U.S. Fiction (2021), es autor de las monografías Richard Ford and the Fiction of Masculinities, galardonada con el Premio de investigación literaria “Enrique García Díez” (Asociación Española de Estudios Anglo-Norteamericanos, 2010) y Masculinities in Black and White, galardonada con el Premio Javier Coy (Asociación Española de Estudios Norteamericanos, 2014). Reescrituras de la masculinidad. Hombres y feminismo (Alianza Editorial)